# Rhamphomyia biroi
Rhamphomyia biroi är en tvåvingeart som beskrevs av Mario Bezzi 1908. Rhamphomyia biroi ingår i släktet Rhamphomyia och familjen dansflugor. Inga underarter finns listade i Catalogue of Life.